# Granulat
Un granulat, parfois appelé aussi agrégat, est un fragment de roche rugueux (obtenu par concassage) ou arrondi (obtenu par érosion naturelle comme pour les galets), ou un matériau granulaire artificiel (par exemple le laitier métallurgique), d'une taille inférieure à 150 mm. On parle dans le langage courant de sable, gravillon ou gravier.
Les granulats sont souvent extraits en carrière. Ils entrent dans la composition de divers matériaux liés ou non (béton, macadam, et ballast de remblai), destinés à la construction d'ouvrages de travaux publics, de génie civil et de bâtiment. C'est la première ressource minérale du sous-sol exploitée en France avec 379 millions de tonnes extraites en 2011. C'est aussi la ressource minérale la plus utilisée par un citoyen américain moyen (avec 562 tonnes par personne)[Quand ?].

## Production

### Production à partir de roches meubles

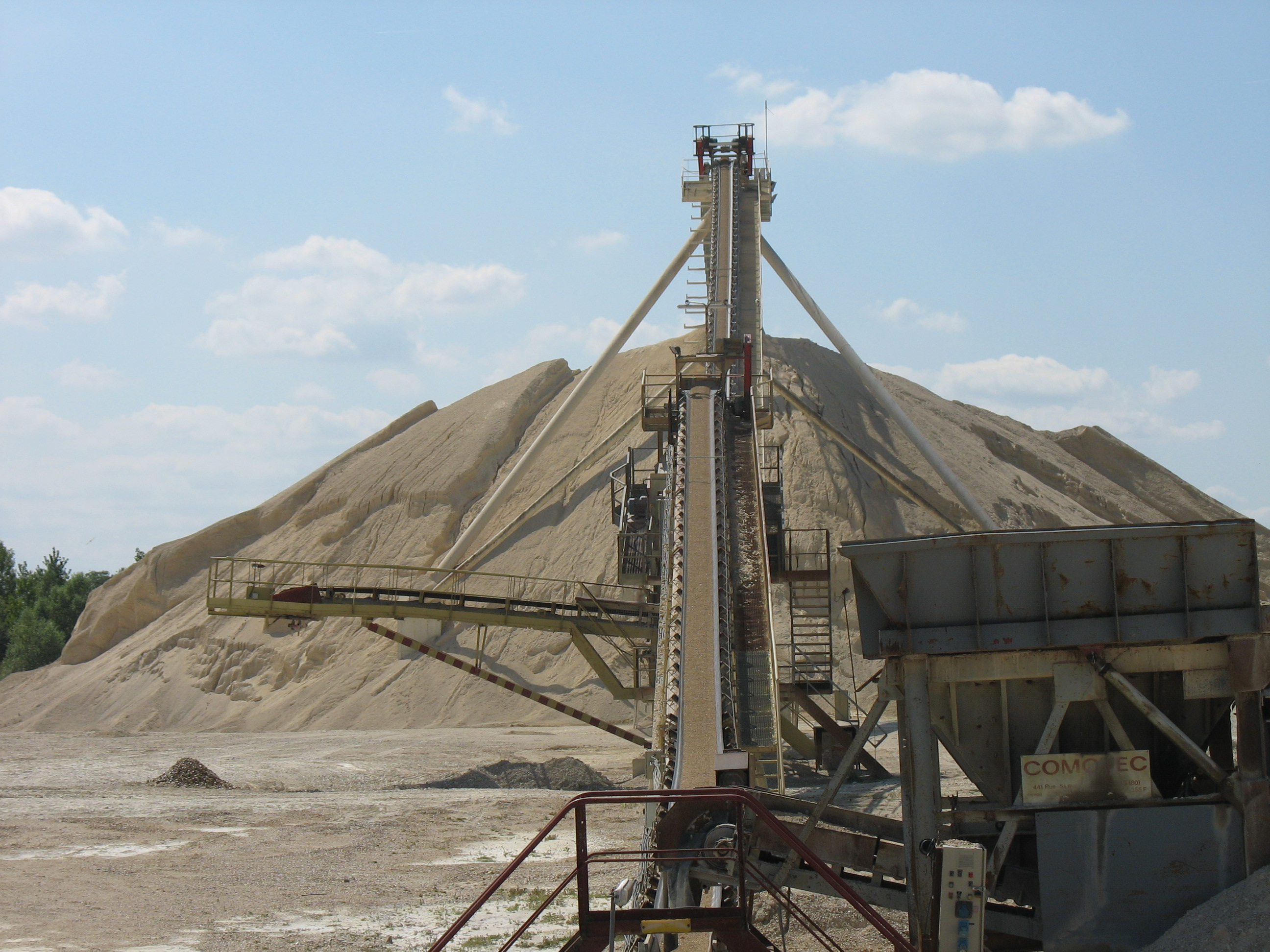
Transport de granulats par convoyeur à bande en vue du stockage.

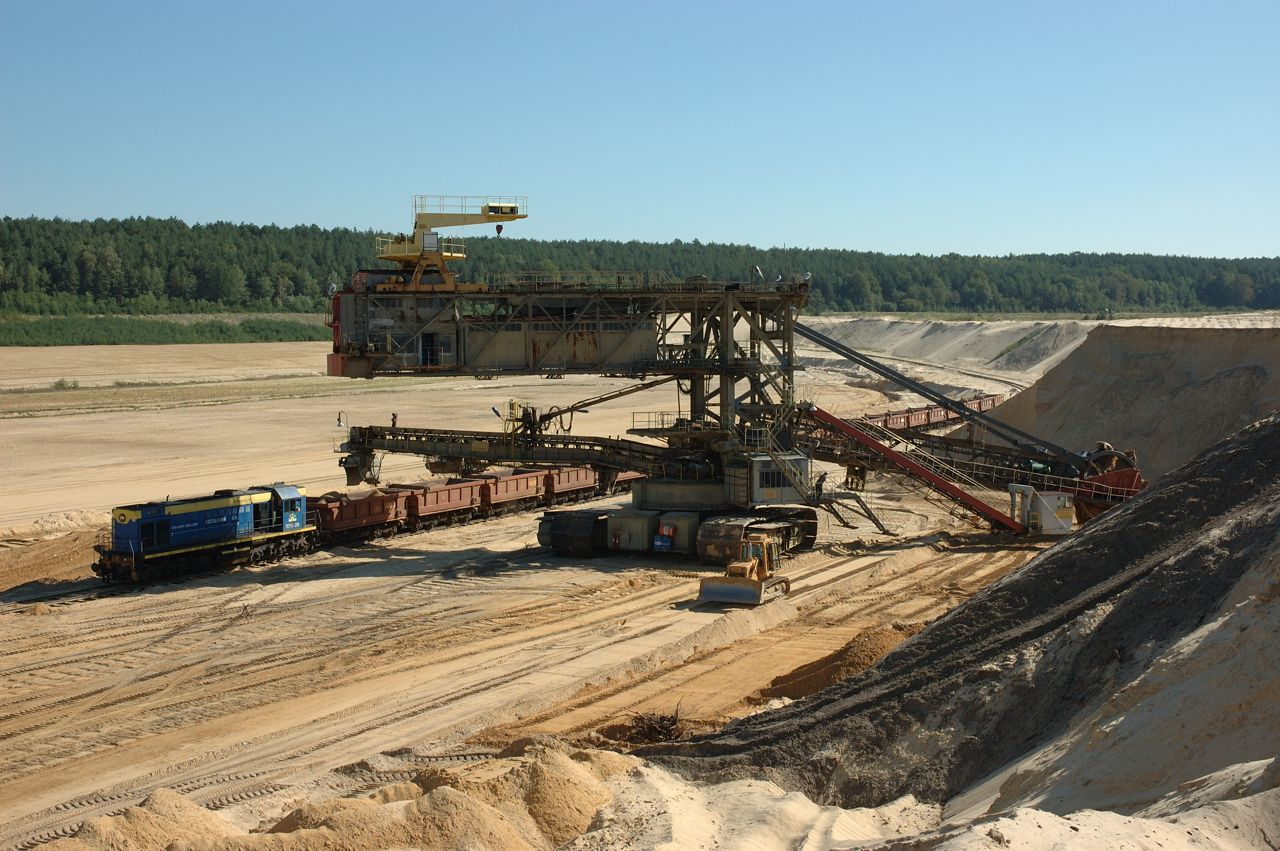
Extraction de sable en Pologne.

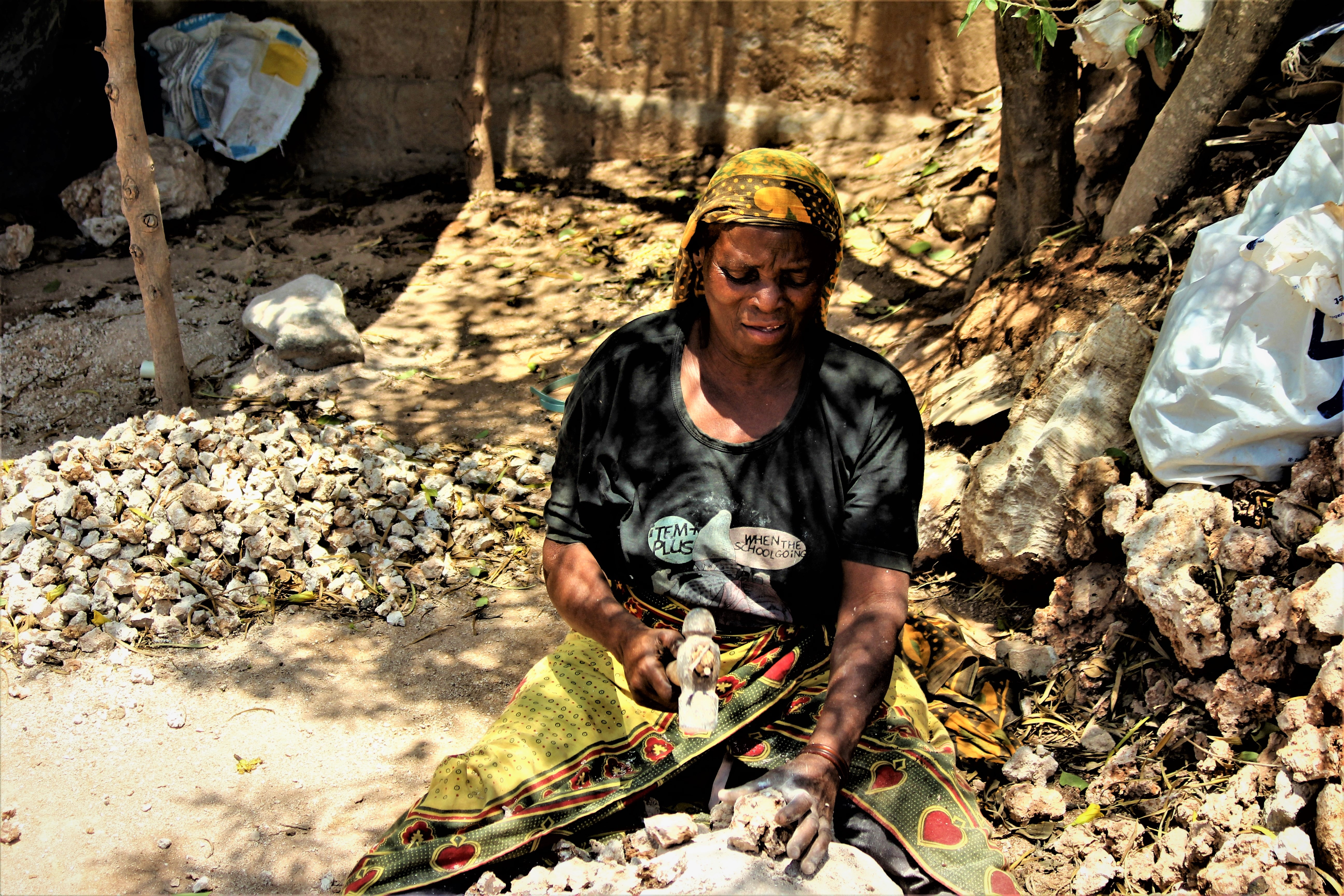
Production manuelle en Tanzanie.

Les roches meubles utilisées comme granulats sont surtout des dépôts alluvionnaires trouvés dans le lit présent ou passé d'une rivière actuelle ou passée (en mer éventuellement).
On a ainsi exploité directement le lit des rivières, on exploite encore, en eau, des gisements dans leur lit majeur, des dépôts du quaternaire récent (postérieur à la dernière glaciation), mais on doit exploiter de plus en plus souvent des alluvions du début du quaternaire parfois très éloignés de rivières actuelles. On exploite aussi des dépôts marins à des profondeurs de plus en plus importantes.
Si les gisements de dépôts récents sont plutôt « propres », les gisements de dépôts anciens sont plutôt chargés de limon et d'argile. Ceci influe sur le procédé de production des granulats et leur prix.
Les différentes phases de la production classique sont :
- Si cela s'avère nécessaire, l'abaissement du niveau d'eau de la zone d'extraction, par pompage ; c'est le rabattement de nappe.
- L'extraction, qui se fait par pelle mécanique, par drague ou par dragline.
- Le produit de l'extraction est débourbé (si forte teneur en limon et argile) et lavé. (On peut récupérer, par cyclonage, des sables dans les eaux de lavage)
- Il est ensuite criblé pour obtenir les granulats de granularité voulue.
- Les fractions les plus grosses, rejetées par le crible, sont broyées (au broyeur giratoire), puis, de nouveau, criblées.
- Les granulats sont stockés sur place en stocks séparés et identifiés.
- Ils sont ensuite livrés, par péniche, par le train ou par la route.

Le sable et le gravier roulés sont particulièrement employés dans la maçonnerie ou la fabrication de béton de ciment ou de mortier, les plus grandes granulométries sont souvent concassées pour entrer dans la composition d'enrobés, de grave-bitume et d'enduit routier.

Schéma de principe simplifié du traitement typique des granulats alluvionnaires :
: extraction, non représenté ;
: pré-crible ;
: tube laveur-débourbeur ;
: crible produits roulés ;
: trémie tampon ;
: concasseur à cône ou à axe verticale ;
: crible produits concassés ;
: cyclonage sable ;
: décanteur ;
: concasseur à mâchoires ;

- Circulation de base ;
- Circulation alternative ou complémentaire.

### Production à partir de roches massives
Les roches massives susceptibles de fournir des granulats viennent surtout des gisements épais de roches dures.
Il s'agit surtout de calcaires de formations géologiques plus anciennes (au plus tôt du tertiaire), ou de roches d'origine magmatique ou plutonique, que l'on nomme « roches éruptives ».
Si ces dernières sont plutôt propres, les calcaires peuvent contenir des limons ou argiles indésirables. Ce qui influe sur le procédé de production des granulats.
Les différentes phases de la production sont :
- La partie supérieure du gisement, composée des roches les plus dégradées, est enlevée, c'est la « découverte » ou « découverture ».
- Si cela s'avère nécessaire, et c'est très rare, le niveau d'eau de la zone d'extraction est abaissé par pompage.
- L'extraction du gisement, se fait parfois simplement par pelle mécanique (déroctage), pour les gisements les plus tendres, surtout si l'épaisseur exploitée est faible, mais le plus souvent elle se fait par minage : le gisement est d'abord foré régulièrement, les trous de foration sont alors chargés d'explosifs (de 60 à 140 g par tonne abattue selon le type de roche). Le boutefeu (ou « préposé au tir ») déclenche le tir après avoir sécurisé la carrière.

- Le produit de l'extraction est scalpé (si forte teneur en limon et argile), c'est, avant le concassage, l'élimination par criblage, des fractions les plus fines (moins de 40 mm par exemple) et les plus argileuses.
- Le produit scalpé est concassé une première fois, pour passer de l'état de blocs à l'état de pierres.
- Le produit qui en est issu est concassé une ou deux nouvelles fois, pour en réduire encore la taille.
- Il est ensuite criblé pour obtenir les granulats de granularité voulue.
- Les fractions les plus grosses, rejetées par le crible, sont broyées, puis, de nouveau, criblées.
- Les granulats sont stockés sur place en stocks séparés et identifiés.
- Ils sont ensuite livrés, par péniche, par le train ou par la route.

Schéma de principe simplifié du traitement typique des granulats issues de roches massives :
: extraction, non représenté ;
: scalpeur ;
: concasseur primaire (ici à mâchoires) ;
: concasseur primaire bis (à percutions) ;
: crible primaire ;
: trémie tampon ;
: concasseur secondaire à cône ou à axe verticale ;
: crible secondaire ;
: trémie tampon ;
: concasseur tertiaire à cône ou à axe verticale ;
: crible tertiaire ;
: cyclonage sable ;

- Circulation de base ;
- Circulation alternative ou complémentaire.

### Granulats issus du recyclage
Historiquement, dès l'Antiquité romaine, des granulats artificiels sont obtenus avec des briques cuites fabriquées localement pour cela. Elles sont ensuite concassées et finalement introduites dans mortiers comportant leur liants. On le fait par exemple pour construire des bétons des canalisations d'eau, pour la construction des aqueducs dans une économie des ressources locales.
Les granulats peuvent provenir de filières industrielles de recyclage valorisant des sous-produits (ou coproduits) industriels ou issus de la démolition de bâtiments ou de voiries (broyats de bétons, briques, recyclage de ballasts de chemin de fer, de croûtes ou de fraisats d'enrobés routiers ou de terrils miniers.)
Les bétons recyclés concassés sont surtout destinés à la fabrication de graves routières, les croûtes ou les fraisats d'enrobés sont recyclés dans la fabrication de graves-bitumes ou d'enrobés routiers.
Actuellement se développe aussi l'usage des mâchefers recyclés par l’incinération de déchets non dangereux (MIDND).
Les techniques employées pour la production sont celles décrites pour les roches. Deux postes différents : celui de l'extraction qui n'a pas lieu d'être dans le cas de terrils, de crassiers et de fraisage des anciennes chaussées, et celui du tri. En effet, dans le cas de certains coproduits, l'attention est portée sur l'élimination des éléments nocifs capables d'engendrer des désordres. Il peut s'agir des plâtres et des matériaux flottants dans le cas des matériaux de démolition, des goudrons dans le cas des fraisats d'enrobés en retraitement à chaud, de poches de scorie LD dans le cas de crassiers de laitier…

## Usages

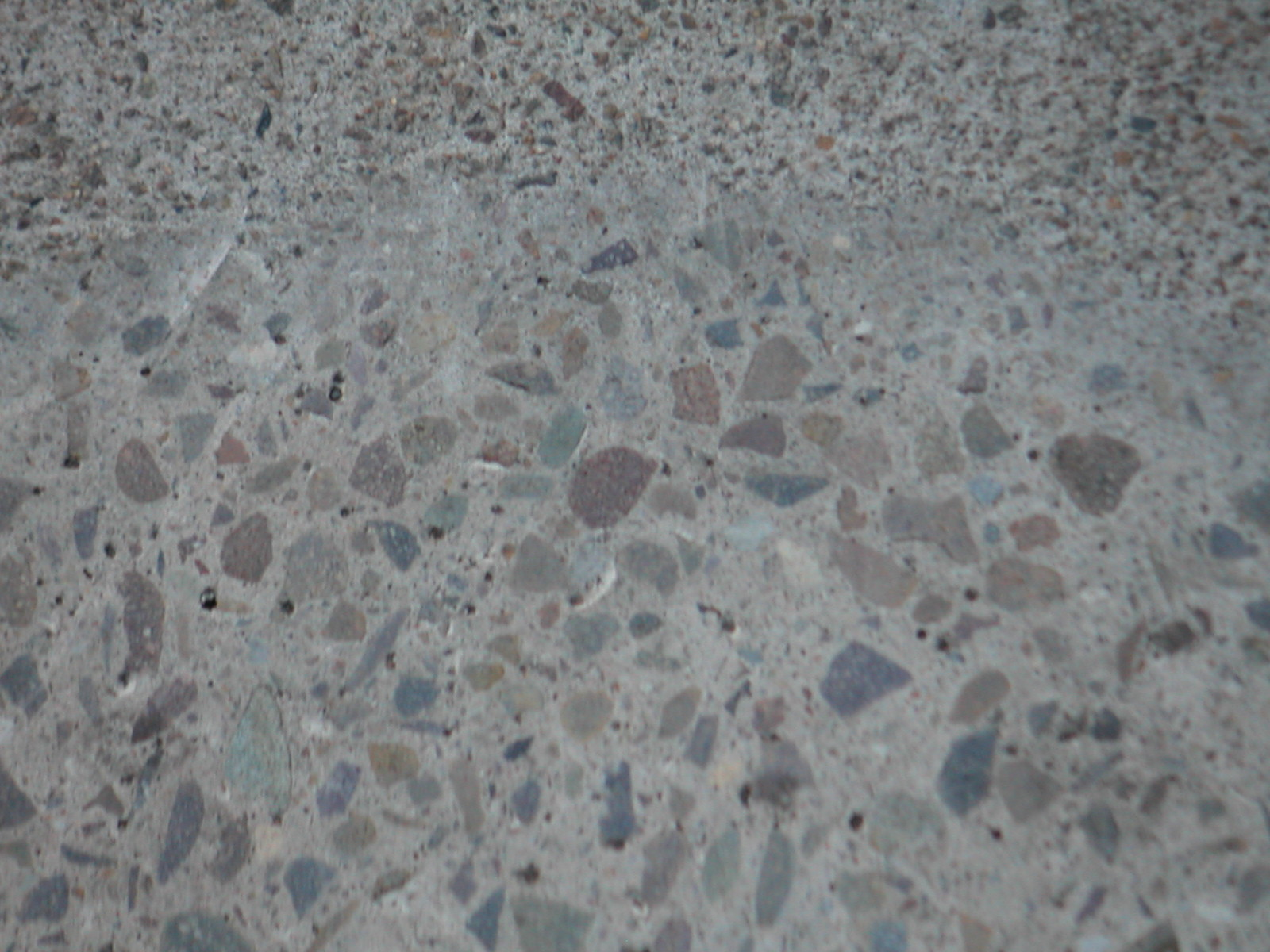
Surface de béton laissant apparaître le gravier qui le compose.

Les granulats sont destinés à entrer dans la composition, ou dans la fabrication :
- De voirie ferroviaire, où l'on utilise des ballasts, qui sont des roches dures (porphyre, trapp, granite …) de taille de l'ordre de 40/70 à 60/120 mm.
- De voirie routière, où l'on utilise :

En remblai : des graves de 0/32 à 0/80 mm.
En assise de chaussée : des graves traitées ou non de 0/12 à 0/32 mm.
En couche de roulement: des sables, gravillons et fillers en mélange avec des bitumes dans la composition des enrobés bitumineux.
- En étanchéification des ouvrages d'arts (ponts, toits-terrasses, parkings…), dans la composition de l'asphalte artificielle où l'on utilise des sables, gravillons et fillers en mélange avec du bitume.
- De produits en béton hydraulique (parpaings, voussoirs, canalisations…) ou de béton prêt à l'emploi, où l'on utilise des sables, gravillons et fillers en mélange avec du ciment.
- En fabrication de mortiers et enduits de façade ; où l'on utilise des sables et fillers en mélange avec du ciment ou avec de la chaux éteinte.

## Dénomination et spécifications
La norme européenne définit le granulat comme le « matériau granulaire utilisé en construction. Un granulat peut être naturel, artificiel ou recyclé » :
- le granulat naturel est le granulat d'origine minérale n'ayant subi aucune transformation autre que mécanique. Dans cette catégorie se rangent des granulats de roche, comme le calcaire, le porphyre, le trapp… ;
- le granulat artificiel est le granulat d'origine minérale résultant d'un procédé industriel comprenant des modifications thermiques ou autres. Dans cette catégorie se rangent des granulats transformés, comme le schiste expansé, l'argile expansée, mica expansé (vermiculite)… ;
- le granulat recyclé est le granulat résultant de la transformation de matériaux inorganiques antérieurement utilisés en construction. Dans cette catégorie se rangent des granulats, comme le béton concassé, le fraisât d'enrobés bitumineux…

Le granulat est d'abord caractérisé par sa granularité, qui est la distribution dimensionnelle des grains, exprimée en pourcentage de masse passant au travers d'un ensemble spécifié de tamis. La mesure de la granularité se nomme granulométrie.
De là, on déduit sa classe granulaire en termes de dimension inférieure (d) et supérieure (D) de tamis, exprimée par la dénomination d/D, des dimensions exprimées en millimètre.
Par exemple un granulat dont très peu de la masse passe au travers un tamis de 4 mm (d), et dont la majorité de la masse passe au travers d'un tamis de 12 mm (D), est dénommé : « granulat 4/12 ».
Si l'on se réfère à la norme NF P 18-545, laquelle reprend les normes européennes en vigueur depuis le 10 août 2011, 3 classes de granulats sont distinguables :
- Le sable, granulat pour lequel la dimension la plus grande (D) est inférieure ou égale à 4 mm, et dont la dimension la plus petite (d) est égale à 0. Par exemple : « sable 0/2 ». (nb : dans la norme NF EN 13242, le D peut aller jusqu'à 6 mm).
- Le gravillon, granulat pour lequel la dimension la plus petite (d) est supérieure ou égale à 4 mm, et la dimension la plus grande (D) est inférieure ou égale à 12 mm. Par exemple : « gravillon 4/12 »
- La grave désigne quant à elle tous les granulats de dimension (d) égale à 0, et dont la dimension la plus grande (D) est supérieure à la limite désignant les sables, c’est-à-dire supérieure à 4 mm (6 mm dans le cas de la norme NF EN 13242) et ce jusqu'à 90 mm. C'est un mélange de sables et de gravillons, voire de fillers. Elle peut être produite d'emblée, sans passer par la séparation puis le mélange des sables et gravillons. Par exemple : « grave 0/31.5 ».

Seules ces trois désignations portent l'appellation de granulats.
D'autres appellations existent néanmoins pour des granulométries différentes :
- Le filler, matériaux fins, dont la plupart des grains passent à travers un tamis de 63 µm, et qui peut être ajouté aux matériaux de construction pour leur conférer certaines propriétés.
- L'enrochement, provenant soit directement du tri des matériaux bruts d'abattage ou du premier traitement de celui-ci, est composé de matériaux dont la dimension supérieure (D) excède les 90 mm.

Il est aussi caractérisé par sa nature minéralogique, inhérente au gisement duquel il est issu. Ce peut être une roche :
- éruptive de type granite, porphyre…
- métamorphique de type schiste, gneiss…
- sédimentaire de type siliceux (silex, quartzite…) ou carbonaté (calcaire, dolomie…).

Il convient de noter que les alluvions meubles de rivière ou marines, ont la nature minéralogique des gisements dont la dégradation a donné lieu à ces dépôts. Ces gisements peuvent être très éloignés du dépôt, et peuvent même avoir complètement disparu. Cette nature minéralogique peut alors être mixte, par exemple, "silico-calcaire". Les alluvions sont enrichies dans les fragments de roche et les minéraux les plus résistants à l'abrasion. Les graviers et cailloux de rivière peuvent donc être riches en quartz et en silice amorphe (silex, chert…) des minéraux assez réactifs avec la chaux (Portlandite) et susceptibles d'entrainer une réaction alcali-silice à haut pH.

## Caractéristiques
Les caractéristiques intéressant un granulat varient en fonction de l'usage auquel ce granulat est destiné, mais aussi de l'origine et de la nature de ce granulat. Les normes spécifiques à chaque usage définissent les caractéristiques pour lesquelles une mesure ou une évaluation est nécessaire.
Par exemple la connaissance de la teneur en chlorure est importante pour des granulats destinés à la fabrication des bétons hydrauliques, sans intérêt pour les granulats destinés à la fabrication des bétons bitumineux.

### Caractéristiques géométriques
Les caractéristiques géométriques sont:
- La granularité :
- La forme des gravillons :

Le coefficient d'aplatissement (Fl)= [(somme des passants aux grilles à fentes parallèles)/(somme des refus aux tamis correspondants à mailles carrées)]x100, qui indique la proportion de granulats aplatis dans un lot. Il devrait être compris entre 0 et 3
L'indice de forme (Sl)= G/E> 1,58

### Caractéristiques physiques
Les caractéristiques physiques sont :
- La résistance à la fragmentation, mesurée par la méthode d'essai Los Angeles (LA).
- La résistance aux chocs (SZ).
- La résistance à l'usure, mesurée par la méthode d'essai « micro-Deval humide » (MDE).
- La résistance au polissage, mesurée par le « coefficient de polissage accéléré » (PSV).
- La résistance à l'abrasion (AAV) et sa forme scandinave, la résistance à l'abrasion provoquée par les pneus à crampons.
- La masse volumique réelle, et le coefficient d'absorption d'eau.
- La masse volumique en vrac, nommée aussi masse volumique apparente.
- La résistance à l'alternance gel-dégel.
- La stabilité volumique au séchage.

### Caractéristiques chimiques
Les caractéristiques chimiques sont :
- La teneur en chlorures.
- La teneur en composés contenant du soufre.
- La teneur en alcalins (sodium, potassium)
- La teneur en silice libre

## Impacts environnementaux de l'extraction
L'extraction et le transport des granulats (alluvionnaires notamment) est source d'impacts environnementaux.
Se faisant dans le sous-sol, elle impose souvent des pompages, responsables de baisse de nappe et de perturbations hydraulique, exacerbant les impacts des sécheresses et inondations et certains risques de pollution. En mer, les extractions peuvent perturber la flore et la faune par leur panache de turbidité, la remise en suspension de polluants. Des effets indirects d'érosion côtière ou sous-marine distantes sont possibles. Enfin, la réhabilitation de carrière a souvent dans le passé caché des décharges polluantes.
Dans la plupart des pays, les grandes carrières sont donc soumises à autorisation des services de l'état et/ou des régions, ainsi à partir de certains seuils qu'à des études d'impact et à mesures compensatoires et/ou conservatoires ou de réhabilitation des sites.
Par exemple, en France, toute nouvelle carrière est soumise à une enquête publique et à l'autorisation préfectorale, et doit respecter le schéma départemental des carrières (SDC, imposé par une loi de 1993) qui fixe ses conditions d'implantation ainsi que des objectifs de protection et de remise en état en fin de chantier et au cours de l'exploitation, en lien avec les SDAGE (Schémas directeurs d'aménagement et de gestion des eaux).
Les impacts des extractions marines ont fait l'objet de nombreuses publications scientifiques, notamment anglaises. En France, le Groupement d'intérêt scientifique (GIS-SIEGMA) de la baie de Seine a permis de compléter les connaissances antérieures (impact sur les fonds, sur le benthos, restauration-recolonisation) et d’acquérir des informations originales au niveau international (impact des dragages et de la surverse sur la distribution des poissons et sur leur régime alimentaire).
Le CNRS, le Muséum et l'Union nationale des producteurs de granulats ont en France publié en 5 tomes un document« carrières et zones humides » sur une meilleure prise en compte de l'environnement dans la réhabilitation des carrières.
Le développement des écotaxes encourageant une meilleure gestion et recyclage des ressources naturelles pas, peu, difficilement ou coûteusement renouvelables, ou d'une fiscalité prenant mieux en compte l'environnement est diversement appliqué dans le monde et en Europe.

## Normes
Depuis 2004 dans tout l'Espace Economique Européen, les granulats sont soumis au marquage CE conformément à la Directive Produits de Construction (DPC, Directive Européenne no 89/68/CEE modifiée par la Directive 93/68/CEE).
Les producteurs de granulats doivent choisir (en fonction des options retenues par les États membres de l'EEE) entre le niveau d'attestation de conformité 4 (autodéclaration de conformité aux normes émise par le producteur) et 2+ (conformité attestée par un organisme notifié via un certificat ou une attestation de conformité CE comportant un numéro spécifique et propre au producteur). Chaque organisme notifié définit, au travers d'un Référentiel, les modalités d'intervention (inspection…) et de délivrance d'un certificat ou d'une attestation de conformité CE.
Les dénominations des granulats sur les documents commerciaux accompagnant les livraisons doivent faire référence à une norme applicable à ceux-ci.
Les normes européennes applicables aux granulats sont :
EN 13139 de janvier 2003 : Granulats pour mortiers.
EN 12620+A1 de juin 2008 : Granulats pour béton.
EN 13055 de février 2005 : Granulats légers.
EN 13043 d'août 2003 : Granulats pour mélanges hydrocarbonés…
EN 13242+A1 de mars 2008 : Granulats pour matériaux traités aux liants hydrauliques…
EN 13285 de mai 2004 : Graves non traitées - Spécifications.
EN 13450 d'août 2003 : Granulats pour ballasts de voies ferrées.

## Évolution de la législation
Les carrières ont été stratégiques depuis l'antiquité (pour les voies romaines par exemple).
En France, Louis XVI le 17 mars 1780 a codifié des dispositions peu contraignantes à l’époque pour les carrières, bien avant le code minier de 1956, relativement libéral, relatifs à l’exploitation des gîtes minéraux. Jusque 1970 ; une simple déclaration suffisait pour l’ouverture d'une carrière. Ces carrières se sont multipliées et ont souvent été comblées avec des déchets qui sont devenus des sources de pollution, en contact directe avec la nappe parfois.
Une loi du 2 janvier 1970 a remplacé le système déclaratif par l'autorisation préfectorale, qui tend à limiter les droits du propriétaire et/ou de l’exploitant par une meilleure prise en compte de l'intérêt général, présent et futur, et notamment par un effort de diminution ou Dette remboursement des impacts environnementaux.
Un schéma départemental des carrières permet théoriquement un choix plus pertinent des sites, en anticipant aussi sur leur reconversion finale.
En 1993, les carrières deviennent des Installations classées pour la protection de l'environnement, et divers textes, dont Natura 2000 renforcent la concertation avec les élus et les contrôles des DREAL qui exigent que le carrier soit en capacités techniques et financières de remettre en état le site en fin d'exploitation (C'est une obligation légale, avec garanties financières exigibles pour chaque carrière à partir du 14 juin 1999, ainsi que l'enquête publique assortie d'une étude d'impact et le cas échéant de mesures conservatoires et compensatoires. En France une partie des carriers eux-mêmes se sont associés au Muséum national d'histoire naturelle et au CNRS pour produire une bibliographie et des guides illustrés de réhabilitation environnementale de carrières. Les réhabilitations cherchent de plus en plus à contribuer à restaurer les conditions de la biodiversité. Des sites réhabilités sont parfois transférés aux collectivités locales ou au conservatoire des sites ou au Conservatoire du littoral qui en assurent une gestion pérenne (ex : Lac des Moëres dans le Nord, carrière de Conchil le Temple dans le Pas-de-Calais. En Picardie, près de la pointe du Hourdel, un projet de dépoldérisation de l’estuaire de la Somme s'associe la renaturation d'une carrière (exploitée par GSM). Une valorisation du patrimoine géologique mis au jour par les fronts de taille est parfois également possible.
Dans de nombreux pays, dont au Royaume-Uni, les carrières manquent ou sont moins rentables sur terre, justifiant une demande d’ouverture de carrières en mer.

### Granulats marins (siliceux, calcaires)
Une réglementation spécifique cadre l'exploitation sous-marine des granulats, clarifiée en France par la loi 97-1051 du 18 novembre 1997, dont l’article 57 a supprimé les termes «les exploitations d’amendements marins» dans l’article 7 de la loi 76-646 du 16 juillet 1976, ce qui lui permet d'englober l’ensemble des matériaux marins [granulats siliceux et substances calcaires (maërl et sables coquilliers)].
Les matériaux du domaine public maritime (DPM) et du plateau continental y relèvent du code minier.
Au début des années 1970, 2 régimes existaient selon le lieu de l’exploitation projetée. Le régime minier, impliquant une autorisation ministérielle, s’appliquait sur le plateau continental ; celui des carrières (autorisation préfectorale) suffisait dans les eaux territoriales (dont la limite s'est étendue de 3 à 12 milles en 1971). La loi no 76-646 du 16 juillet 1976 a simplifié la réglementation au profit du seul Code minier. Deux décrets de 1980 réglementent les « titres Drague - GSM miniers » et les procédures, modifiées en 1995 par deux nouveaux décrets imposant une procédure étalée sur 4 ans pour obtenir :
1. un titre minier par arrêté ou décret ministériels ;
2. une «autorisation domaniale») d'occupation temporaire du domaine public maritime (ou pour les titres miniers sollicités, en mer territoriale ;
3. une autorisation préfectorale d’ouverture de travaux miniers en mer.

En 2006, le décret no 2006-798 du 6 juillet 2006 a réuni en un seul texte la plupart des obligations réglementaires applicables aux granulats marins, régulant l’octroi des APP (Autorisations « de Prospection Préalables »), des titres miniers (« Permis Exclusifs de Recherches » ou PER), les concessions, les autorisations domaniales, et les « Autorisations d’Ouverture de Travaux Miniers en mer » (AOTM ).
L'administration n'a plus que 38 mois pour étudier les dossiers et statuer. Une instance de concertation associe élus, comités locaux des pêches, ONGE (associations environnementales).. pour une meilleure gouvernance locale.
L'étude d’impact environnementale conforme (art. R122-3 du code de l’environnement) reste obligatoire, ainsi que l'enquête publique (pour les titres miniers et les ouvertures de travaux). Le principe d’indépendance des décisions de chaque autorité compétente (ministre chargé des mines, préfet…) est maintenu, mais le préfet « terrestre » doit refuser toute autorisation de projet ayant reçu un avis défavorable du préfet maritime.
Face à une pression croissante (ex. : nombreux projets anglais d'extraction de granulats en Manche/Mer du Nord, dans le pas de Calais ; l'une des régions du monde les plus fréquentées, dont par des navires transportant des cargaisons dangereuses) et face au risques pour la sécurité maritime, au risque écologique et halieutiques aggravés, ou à des risques tels que celui posé par plus de 100 décharges de munitions immergées sur le littoral français, le Grenelle de l'Environnement a décidé de revoir la législation française, peut-être en encourageant aussi les GIZC.

## Importance économique
Voici quelques chiffres complémentaires relatifs à l’année 2007 :
- Données générales
  - Chiffre d'affaires HT: 4 000 M€
  - Nombre d'entreprises: 1 660
  - Effectifs: 14 860
  - Tonnes/habitant: 7,2

- Production nationale de granulats (en millions de tonnes): 446
  - Roches meubles: 180 (dont alluvionnaires: 148; granulats marins: 7 ; autres sables: 25)
  - Roches massives: 243 (dont roches calcaires: 117 ; roches éruptives: 126)
  - Recyclage: 23 (dont schistes: 3 ; laitiers: 3 ; mâchefers: 2 ; matériaux de démolition: 15)

- Consommations (en millions de tonnes): 449
  - par nature d'ouvrages: Bâtiment: 99 (22 %) ; Génie Civil et VRD (voiries et réseaux divers): 350 (78 %)
  - par nature d'emplois: Bétons hydrauliques ; (béton prêt à l’emploi, produits en béton, bétons de chantiers): 152 (34 %) ; Autres emplois (les produits hydrocarbonés: couches de roulement et de liaison et assises de chaussées; les granulats utilisés en l’état ou avec un liant ciment ou laitier.): 297 (66 %)

- Commerce extérieur (en millions de tonnes)
  - Exportations 8 (Allemagne, Belgique, Pays-Bas, Royaume-Uni, Suisse...)
  - Importations 11 (Allemagne, Belgique, Espagne, Pays-Bas, Royaume-Uni...)

## Vocabulaire
Il se traduit :
en anglais : aggregate
en allemand : Gesteinkörnung, nom féminin, pluriel : Gesteinkörnungen.
L'étymologie de granulat :
Par emprunt au diminutif latin granulum (de granum), la langue savante forma granuleux au XVIe siècle, granuler et granulation au XVIIe siècle puis granule au XIXe siècle. Granulat est du début du XXe siècle. La première définition normative unique de granulat, date en France de mars 1982 (NF P 18-101).
Synonyme :
On voit apparaître dans le langage, le terme agrégat, certainement issu de l'anglais. Ce qui pourrait créer une méprise; un granulat est une roche désagrégée.